# Neue Einleitung zur Slavonischen Sprache
Neue Einleitung zur slavonischen Sprache / Anleitung zur slavonischen Sprachlehre,  slovnica je Marijana Lanosovića objavljena u trima izdanjima. 

## Povijest
Prva su dva jednaka i tiskana su u Osijeku pod naslovom Neue Einleitung zur slavonischen Sprache 1778. i 1789. na 272 stranice. Treće izdanje iz 1795. prerađeno je i pod naslovom Anleitung zur slavonischen Sprachlehre tiskano u Budimu na 330 stranica u dvije paginacije. Tekst je gramatike pisan njemačkim jezikom, a i svi se hrvatski primjeri i paradigme prevode na njemački u prvom izdanju, a na njemački i mađarski u trećem. To je treća tzv. slavonska slovnica, nakon "Svašta po malo iliti kratko složenje imena i riči u njemački jezik" Blaža Tadijanovića iz 1761. i Nove slavonske i nimačke gramatike Matije Antuna Relkovića iz 1767. godine.

## Opis
Lanosovićeva je slovnica bila namijenjena strancima koji uče hrvatski ("slavonski") jezik i zapravo je opći jezični priručnik koji osim gramatičkoga dijela ima njemačko-hrvatski rječnik na osamdesetak stranica u prvom izdanju i nešto manji njemačko-hrvatsko-mađarski na šezdesetak stranica u trećem, zatim kratak konverzacijski priručnik s desetak razgovora, više uzoraka za pisanje pisama u različitim prigodama te titulaturu za oslovljavanje raznih osoba (u trećem je izdanju nema).
U gramatičkom se dijelu u prvom izdanju na četiri stranice obrađuje grafija, na osamdesetak morfologija a na tridesetak sintaksa. U trećem je izdanju grafiji na osam stranica dodan popis minimalnih parova na petnaest, morfologija ima stotinu i pedeset stranica, a sintaksa oko pedeset. Rječnici su dijelom abecedni a dijelom su natuknice razvrstane po gramatičkim kategorijama ili pojmovnim poljima.
Za njemački dio slovnice Lanosović se poziva na I. C. Göttscheda, nešto starijega suvremenika iz prve polovice 18. stoljeća, a u hrvatskom su mu dijelu uzori gramatičari i leksikografi od Vrančića i Kašića do Relkovića. Iako mu je narječna osnovica štokavski ikavski tip, uključuje jezikoslovnu i jezičnu tradiciju čitavoga hrvatskoga prostora.
Marijan Lanosović autor je još jedne slovnice, početnoga priručnika za učenje latinskoga jezika, koja je objavljena u Osijeku 1776. pod naslovom "Uvod u latinsko ričih slaganje s nikima nimačkoga jezika biližkami", a uzor joj je bila poznata latinska gramatika Emanuela Alvaresa. To je prva latinska gramatika u Hrvata pisana u cijelosti hrvatskim jezikom, a osobita joj je vrijednost jezikoslovno nazivlje koje je također prvi put dosljedno hrvatsko, bez adaptiranih latinskih naziva.